# Клодзко
Клодзко (пол. Kłodzko), Кладско (чеш. Kladsko), Глац (нем. Glatz) — город в Польше, входит в Нижнесилезское воеводство, Клодзский повят. Имеет статус городской гмины. Занимает площадь 25 км². Население 28 540 человек (на 2004 год).
Города-побратимы: Теребовля

## История
В 1183 году здесь было основано комтурство ордена иоаннитов. В дальнейшем Кладско являлся административным центром одноимённого графства в чешской Силезии. В 1421 году город выдержал осаду гуситов.
В Тридцатилетнюю войну несколько раз отражал шведов. В 1878 году были снесены наружные укрепления города; оставили лишь старую крепость на скале над городом и на правом берегу Нейссы маленькую крепость Шеферберг.
Неподалёку от Клодзка находится курортный город Щавно-Здруй, где в июле 1847 года Белинский написал своё знаменитое «Письмо к Гоголю».
В 1945—1947 годах город был объектом территориального спора между Польшей и Чехословакией.
15 сентября 2024 г. Клодзко подвергся опустошительному наводнению, в результате которого городскому хозяйству был нанесен ущерб на миллионы злотых. Вода в реке поднялась почти на 8 метров, один человек погиб.

## Фотографии

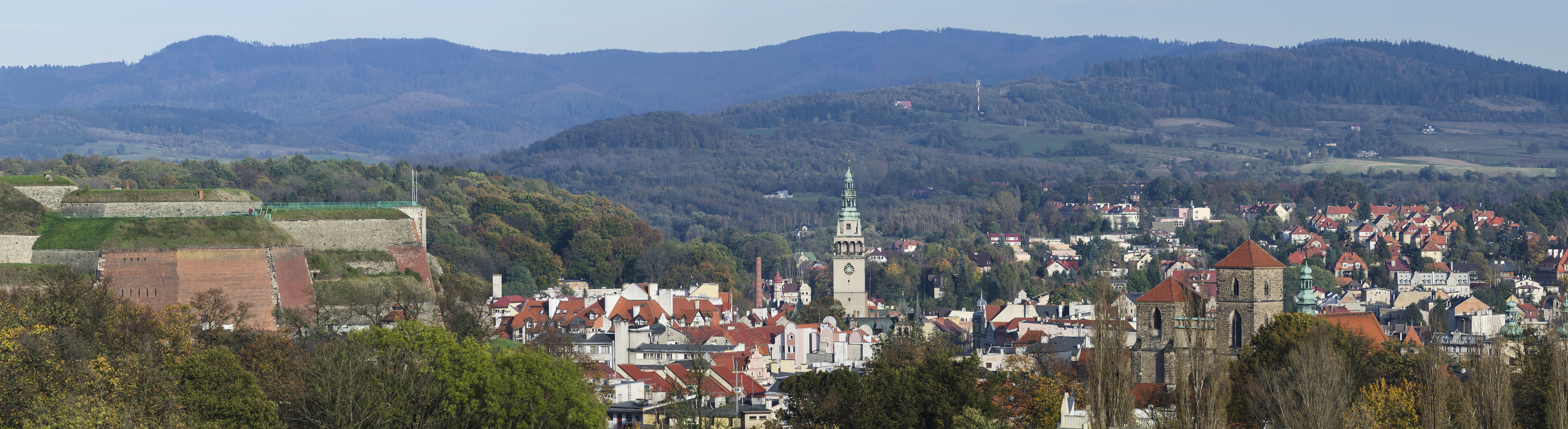
Клодзко — панорама

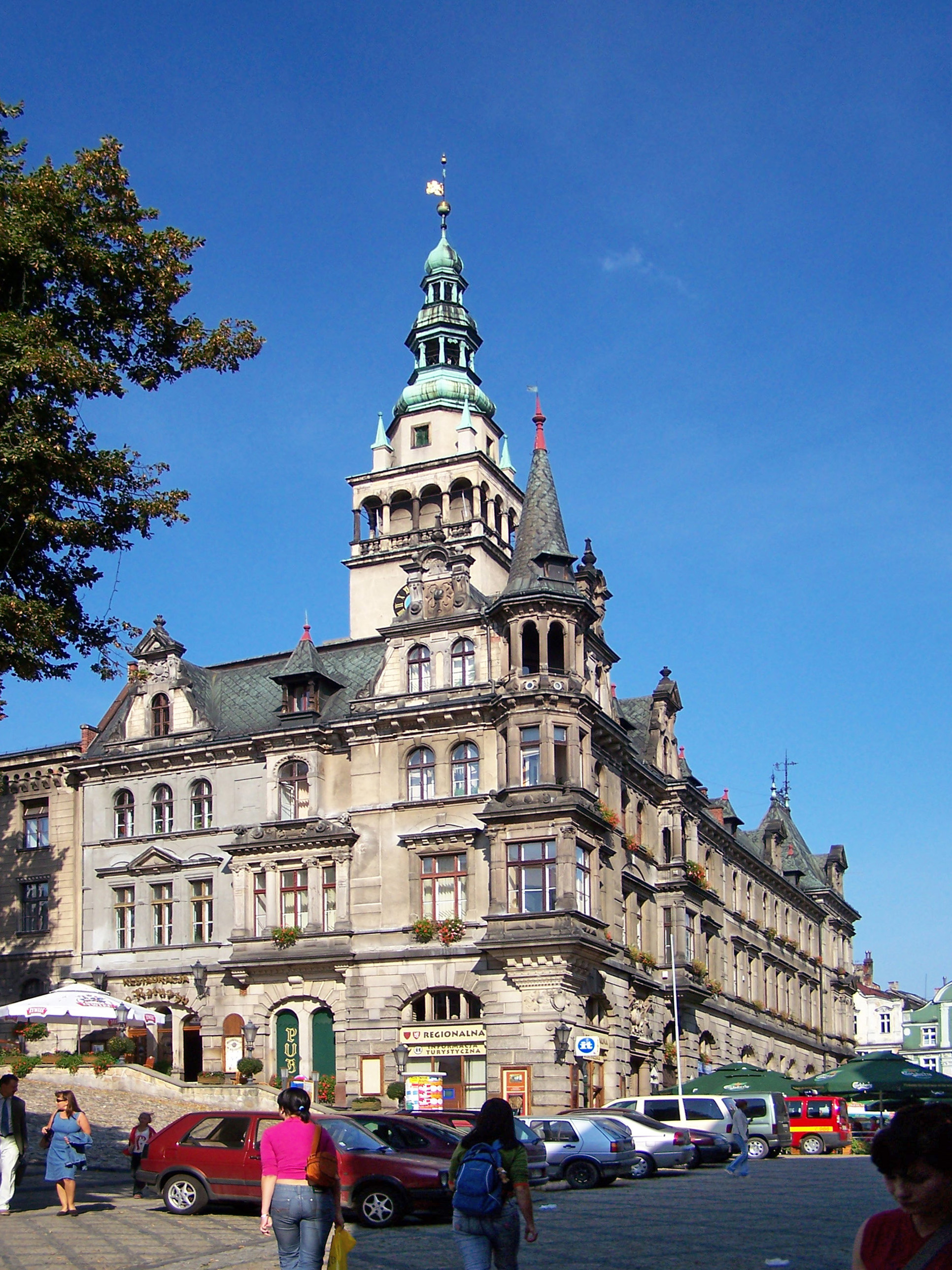
Ратуша
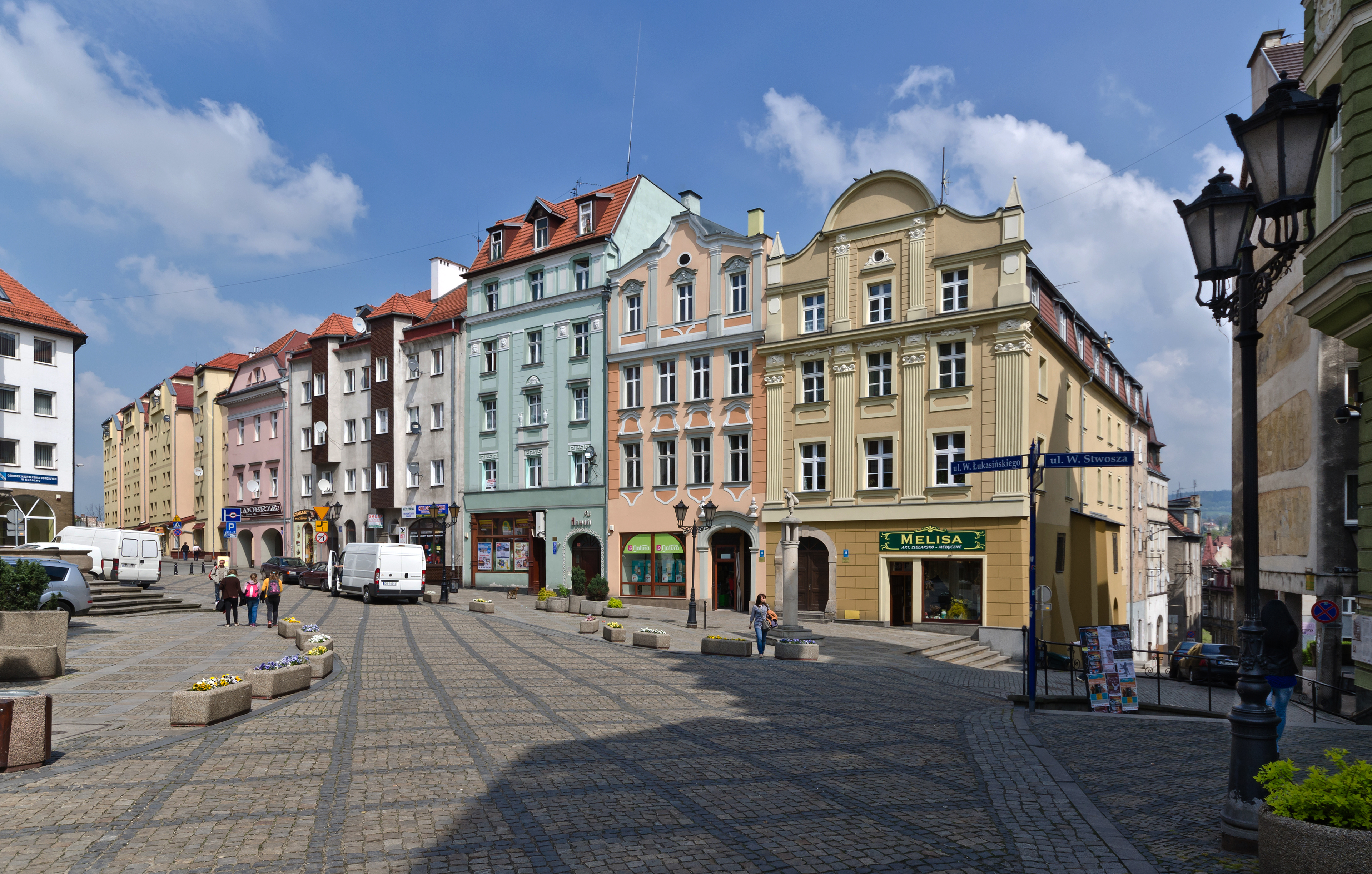
Рыночная площадь
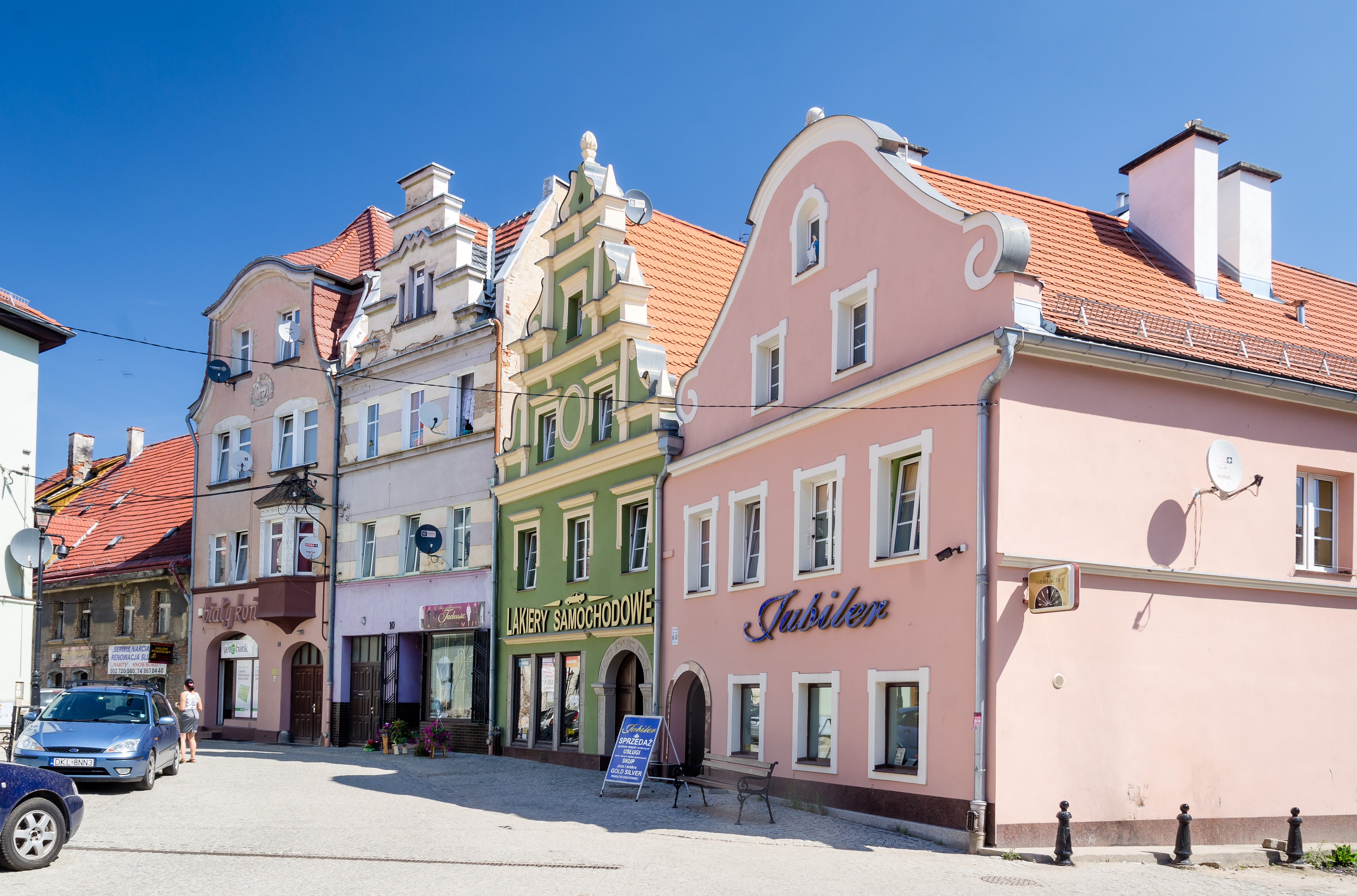
Старинные дома
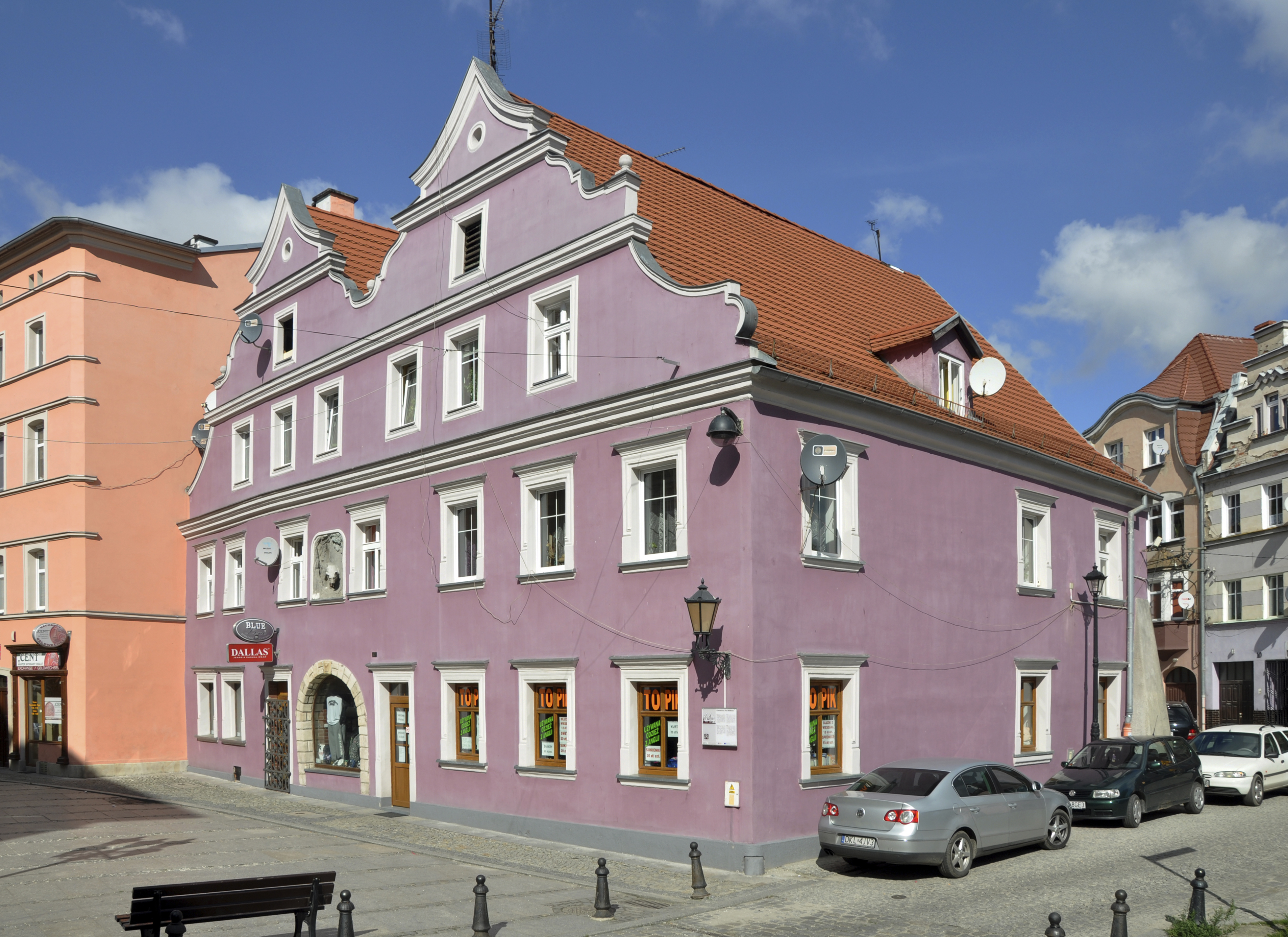
Старинный дом
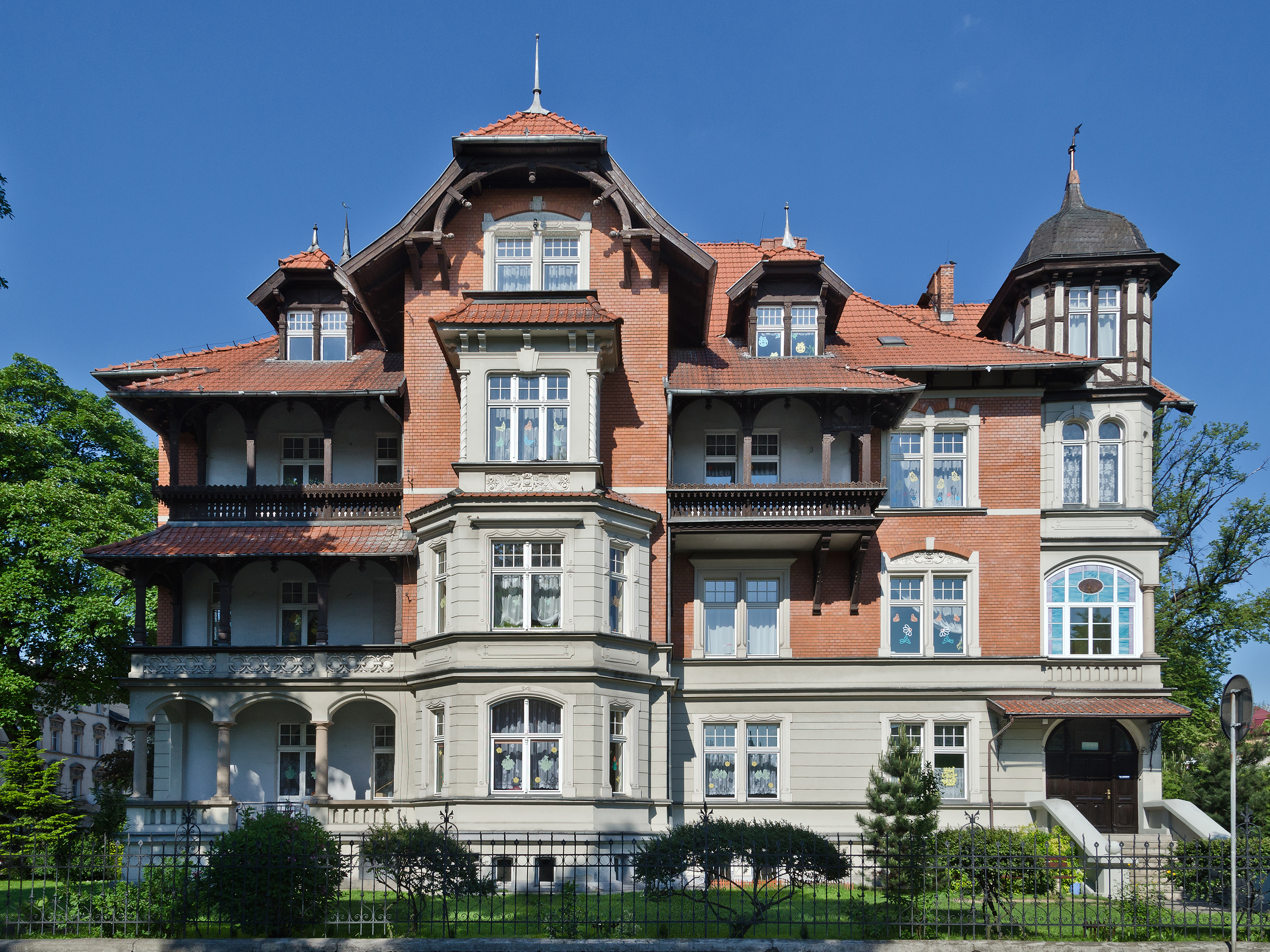
Старинный дом
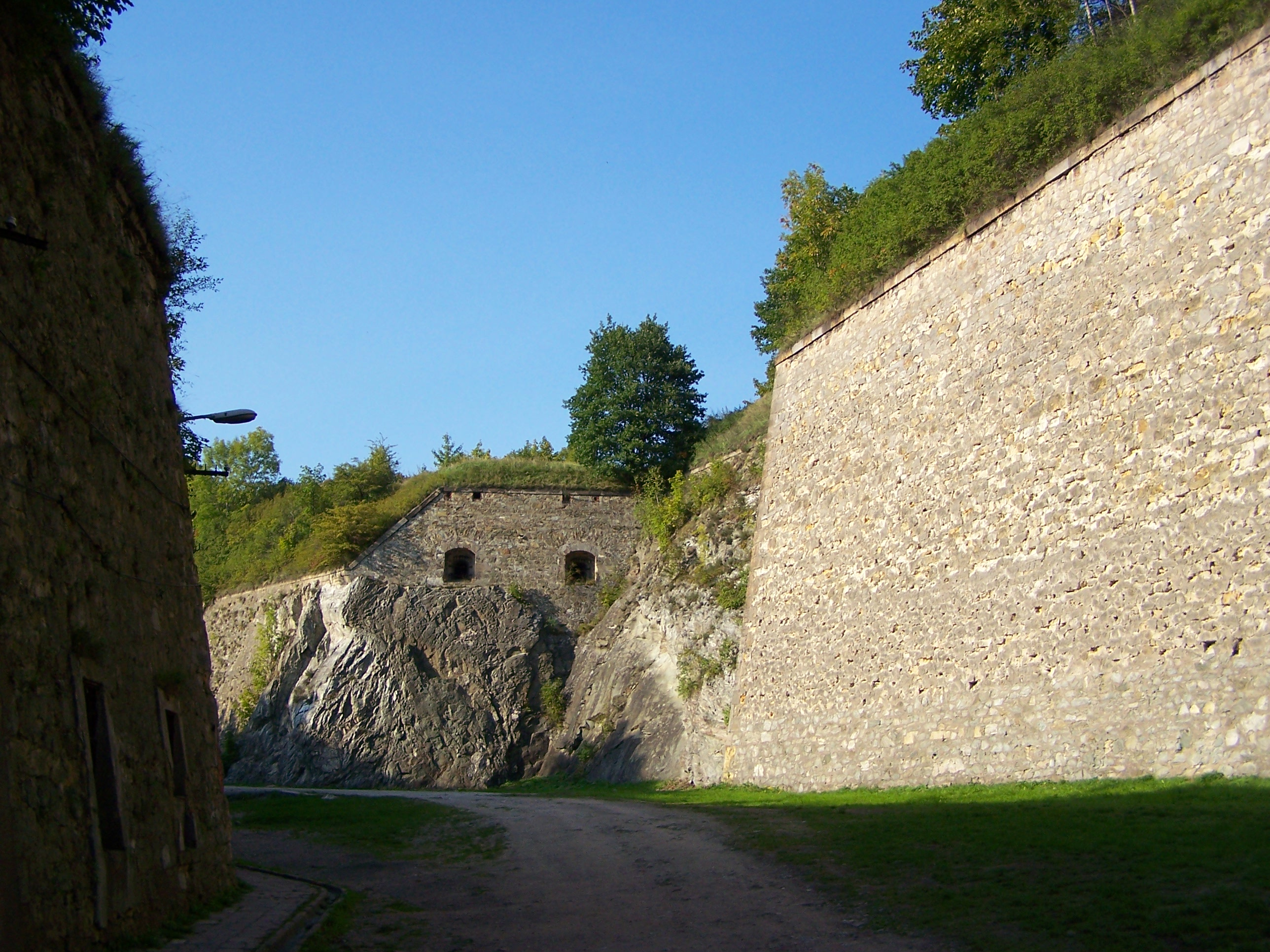
Укрепление
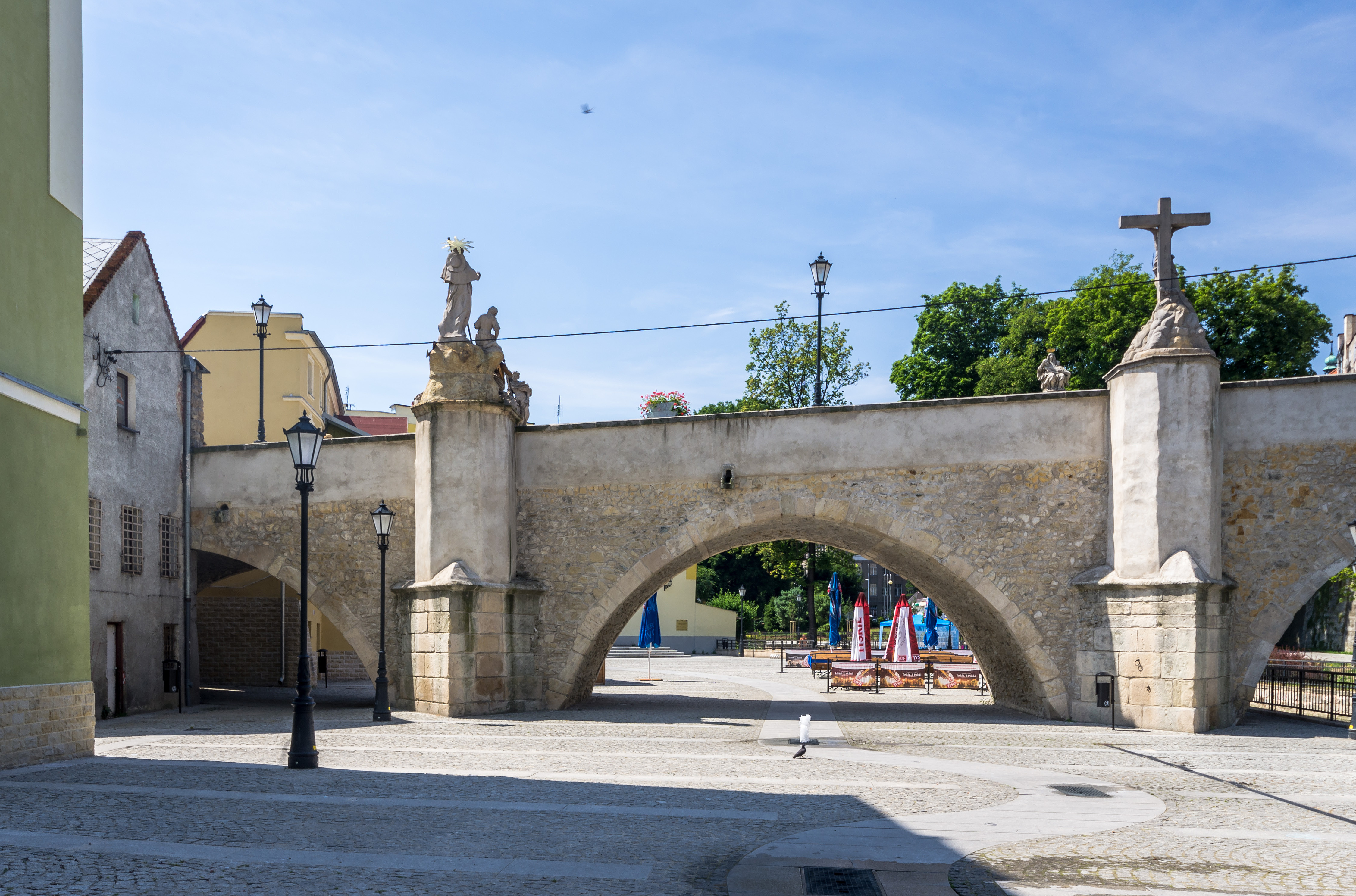
Готический мост XIII века (most gotycki)
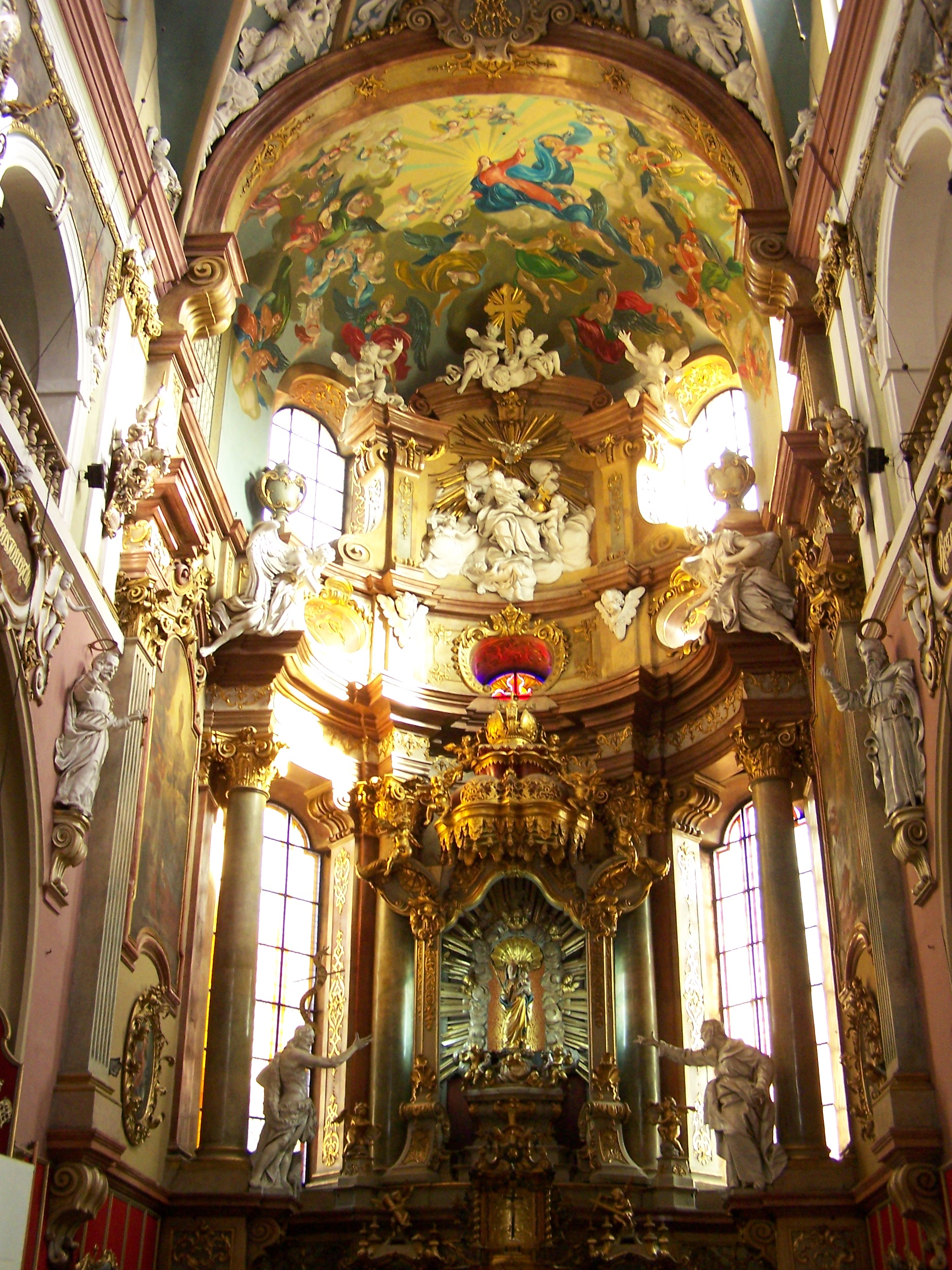
Костёл
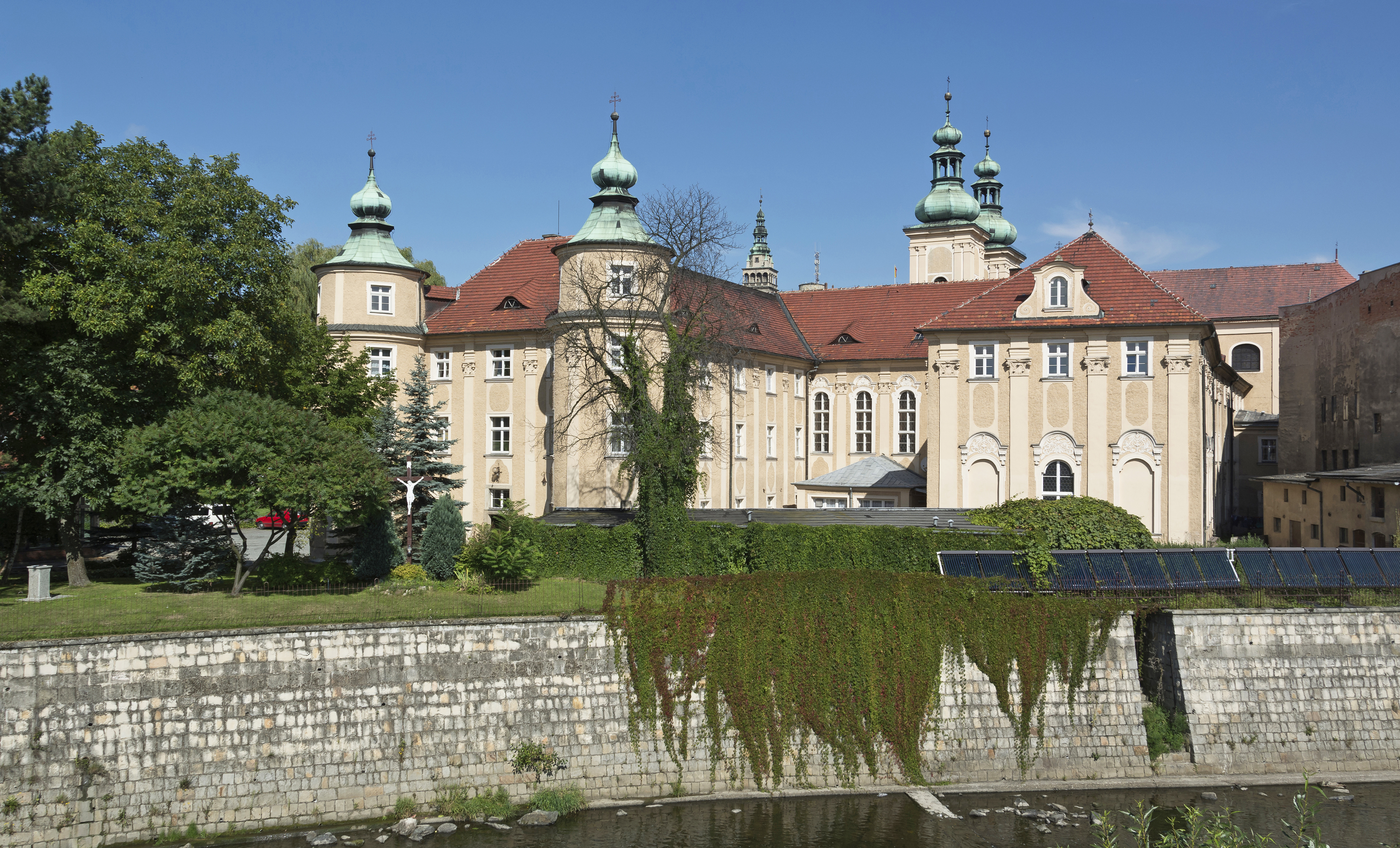
Францисканский монастырь